# Parth Galen
Parth Galen (en sindarin «prado verde») es un lugar ficticio que pertenece al legendarium creado por el escritor británico J. R. R. Tolkien y que aparece en su novela El Señor de los Anillos. Era un campo cubierto de hierba en la orilla oeste del Anduin, poco antes de llegar al Rauros. Cerca de él se hallaba la Colina de la Vista (Amon Hen), en cuyo sitial Frodo tiene la visión de la guerra, Barad-dûr y Sauron. Desde tiempos remotos había sido un lugar de descanso de los antiguos reyes, cuando las fronteras de Gondor llegaban hasta allí. 
En Parth Galen ocurrió el trágico episodio de la disolución de la Comunidad, cuando Boromir pretendió quitarle el Anillo Único a Frodo, Merry y Pippin fueron capturados por los Uruk-hai, Frodo y Sam parten solos hacia Mordor, y Aragorn, Legolas y Gimli van en busca de los hobbits raptados, luego de rendirle honores fúnebres a Boromir, quien había muerto luchando con los orcos.
- Datos: Q2402530